# Паяс
Паяс (тур. Payas), также Якаджик (Yakacık) — город и район Турции. Расположен между районами Дёртйол и Искендерун на побережье залива Искендерун Средиземного моря.
Через город протекает одноимённая река, которую современные историки (Вальтер Диттбернер, Марсель Дьёлафуа) отождествляют с рекой Пинар (др.-греч. Πίναρος), местом важной битвы между македонским царём Александром Великим и персидским царём Дарием. По другой версии Пинар — это река Деличай (Дели-Чай, Дели, Deliçay) в 8 милях севернее.

## История

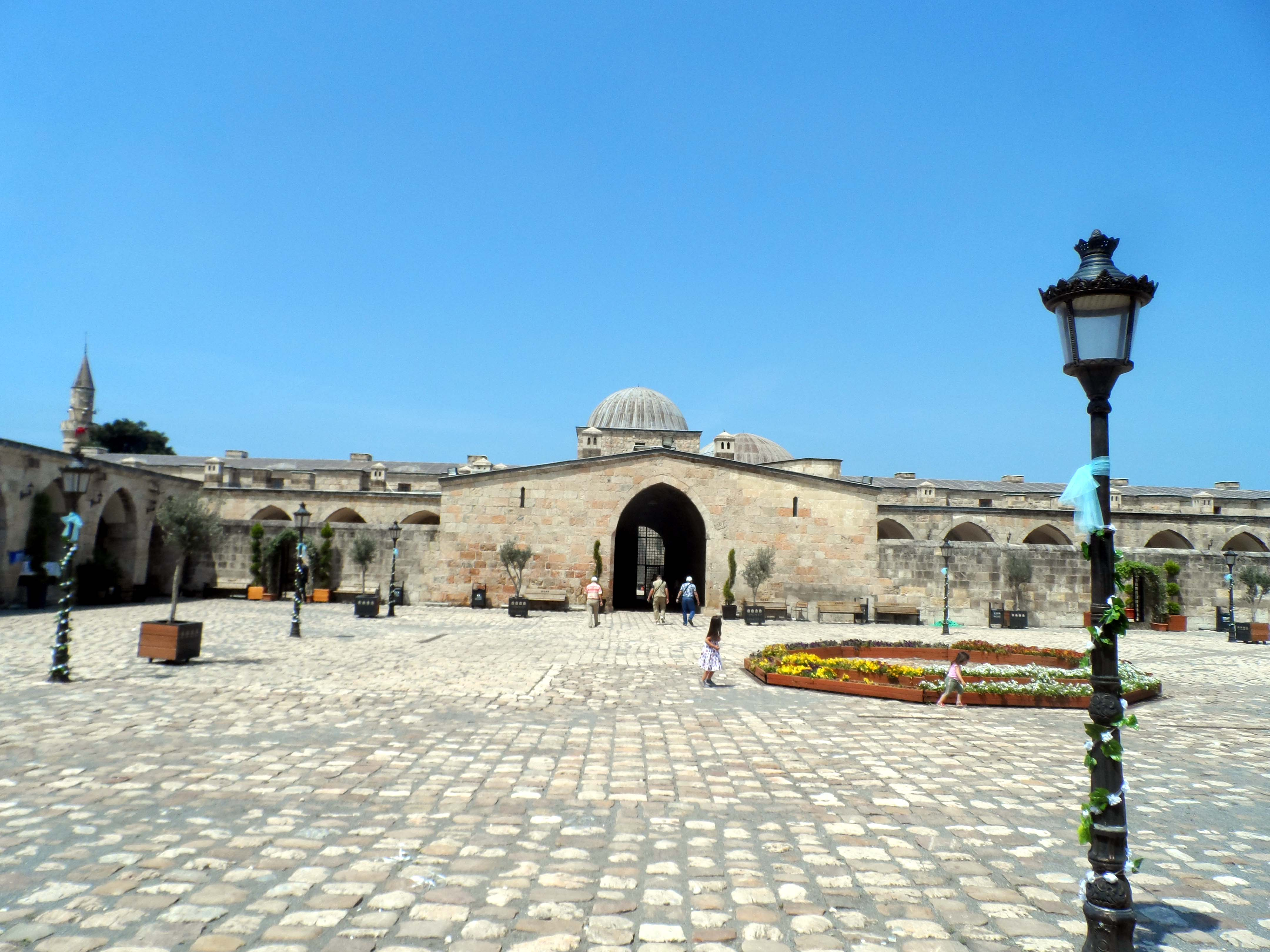
Караван-сарай в Паясе

История Паяса очень древняя. Область Паяса играла важную роль на протяжении всей истории из-за стратегического положения на удобном пути по суше из Малой Азии в Сирию и на Ближний Восток. Судя по многочисленным захоронениям в Карбеяз Паяс был важным городом в хеттский период.
Область Паяса была местом важной битвы между македонским царём Александром Великим, который намеревался господствовать в мире, и персидским царём Дарием, который был очень могущественным в военном и политическом отношении. Хотя считается, что битва состоялась на реке Пинар у города Исс (около Эрзиня), Дарий пересёк хребет Нур через Аманикские Ворота вдоль современной дороги Газиантеп — Османие и спустился на юг в тыл Александру Великому, который направился форсированным маршем к Мириандру близ Искендеруна. Обе армии встретились на равнине у реки Паяс. Александр выиграл битву, завладел богатым обозом и семьёй Дария.
Первый крестовый поход прошёл через Паяс. Считается, что генуэзская крепость Джин-Калеref name="yak" /> (Cin Kule, «замок с привидениями») построена в XIII веке, и что крестоносцы в течение короткого времени владели Паясом. Османы придавали большое значение Паясу и разобрали старую крепость и построили современную крепость со рвом в 1567—1571 гг. В период 1568—1574 гг. были построены купальня и имарет в мечети. Перед крепостью великий визирь Соколлу Мехмед-паша построил архитектурный комплекс с караван-сараем и мечетью.
Крепость, караван-сарай и порт в Паясе долгое время играли важную роль.
Османы использовали Паяс как базу материально-технического снабжения для всех походов на Восток, последним крупным из которых стал поход на Багдад султана Мурада IV.
Паяс упоминает Эвлия Челеби в своей знаменитой «Книге путешествия».
Область Паяса принадлежала мамлюкам, затем короткое время господствовали правители бейлика Рамазаногуллары, во время османо-мамлюкской войны (1516—1517) захвачен османским султаном Селимом I.
Известный французский медик, специалист по эпидемическим болезням Этьен Паризе был послан в 1828 году в Египет для изучения причин возникновения чумы. Александр Герцен писал в реферате «О чуме и причинах, производящих оную, Барона Паризета»:
Алепп получает чуму из пристани Паясской, в заливе Скандерузском, чрез сношения с северными горцами, которые запасаются в Паясе египетскими товарами, потом сходят с другой стороны в Орфу, Аинтаб, Киллыс, Эзас и Алепп, чтобы предлагать там во время жатвы услуги.
По итогам Первой мировой войны Паяс вошёл в санджак Александретта в составе французского мандата в Сирии и Ливане.
После создания Турецкой республики в 1923 году по реке Паяс проходила граница ила Адана (Сейхана) с Хатаем и Паяс стал пограничным городом.
В 1939 году Паяс в составе Хатая вошёл в состав Турции. До 1970-х годов Паяс развивался как сельскохозяйственный и садоводческий район. Затем был создан металлургический завод в Паясе и население резко выросло.